# Мок, Лоленга
Лоленга Мок (род. 22 апреля 1972 Киншаса, Заир) — датский боксер-профессионал выступающий во второй средней, полутяжёлой и первой тяжёлой весовых категориях. Чемпион мира во втором среднем весе по версии IBA (2019), чемпион Восточной и Центральной Африки во втором среднем весе (1998 — 2007), интерконтинентальный чемпион по версии WBO во втором среднем весе (2005 — 2006), чемпион Европейского союза во втором среднем весе по версии EBU во втором среднем весе (2006 — 2008; 2008 — 2009; 2010 — 2011) и претендент на ряд прочих титулов.

## Карьера
Лоленга Мок дебютировал на профессиональном ринге 11 мая 1991 года одержав победу по очкам. К августа 1998 года провел  17 поединков, в которых одержал победу. 9 августа 1998 года провел свой первый титульный поединок против танзанийского спортсмена Джозефа Марвы, на кону стоял пояс чемпиона по версии Африканского боксерского союза во втором среднем весе. Поединок продлился 12 раундов и завершился победой танзанийского боксера по очкам. Следующий свой поединок Мок провел 19 декабря того же года, против кенийца Лукаса Омонди за титул чемпиона Восточной и Центральной Африканской боксерской федерации. В этом поединке Мок смог одержать победу решением судей. К сентябрю 2003 года статистика боев Мока была следующей — 21 победа (7 досрочно), 6 поражений и 1 ничья. 26 сентября 2003 года состоялся бой между Моком и будущим чемпионом мира в двух весовых категориях Дэвидом Хэем (6-0). Во втором раунде Мок отправил Хэя в нокдаун, но уже в 4-м раунде Хэй сделал с ним то же самое, после чего рефери остановил поединок. 
21 сентября 2004 года провел поединок против шведского боксера Джованни Альвареса (15-1) нокаутировав того в 3-м раунед и завоевав титул чемпиона в полутяжелом весе по версии Европейской боксерской ассоциации. 12 ноября того же года выиграл бой за вакантный титул интерконтинентального чемпиона по версии WBO против бывшего чемпиона мира по версии IBF Чарльз Брюэр. Провел одну успешную защиту титула — 4 ноября 2005 года победив белорусского боксера Юрия Царенко (27-13-2), но затем 16 мая 2006 года проиграл титул румынскому боксеру Лучиану Буте (16-0). 
3 ноября 2006 года в бою с французским боксером Франком Мезааче (16-6-1) выиграл вакантный титул чемпиона Европейского союза во втором среднем весе по версии EBU, а 24 марта 2007 года провел успешную защиту титула. 2 августа 2007 года провел бой за вакантный титул интерконтинентального чемпиона по версии WBA против хорвата Степана Божича, проиграв тому единогласным решением судей. Затем, 14 марта 2008 года вновь завоевал титул чемпиона EBU-EU, но уже в следующем бою, 8 марта 2009 года проиграл его испанцу Габриелю Кампильо. 30 января 2010 года решением большинства судей победил будущего чемпиона мира по версии WBA Джованни де Каролиса и в третий раз выиграл титул EBU-EU. 25 июня 2011 года потерпел поражение от польского боксера Давида Костецкого в бою за титулы интерконтинентального чемпиона в полутяжелом весе по версии WBA и чемпиона Балтийских стран в полутяжелом весе по версии WBC. 
19 октября 2013 года попытался завоевать титул чемпиона Европы в полутяжелом весе по версии EBU, но проиграл шведскому боксеру Эрику Скоглунду. После этого боя последовал двухлетний перерыв в карьере Мока. Лоленга вернулся на ринг 4 декабря 2015 года, и до сентября 2018 года, провел 11 победных боев (10 побед по очкам и 1 нокаутом). 15 сентября 2018 года проиграл в поединке против турецкого боксера Авни Йылдырыма за титул интернационального чемпиона по версии WBC.
Всего за свою карьеру Мок провел 59 боев, 42 выиграл (13 нокаутом), 16 проиграл (1 нокаутом) и 1 свёл вничью.